# حسن باشا الإسكندراني
الفريق حسن باشا الإسكندراني (1790-1854) هو أمير بحر مصري من أصل جركسي. شارك في معركة نوارين البحرية وحرب القرم.

## حياته
كان حسن باشا في عهد محمد علي باشا، ثم درس فنون البحرية في فرنسا؛ إذ كان طالبًا في البعثة العلمية التي أُرسلت إلى فرنسا سنة 1826. أسهم حسن باشا في بناء البحرية المصرية أوائل القرن 19. اشترك في معركة نوارين البحرية، التي انتهت بتدمير أسطول مصر. كما قاد الجيش البحري المصري الذي شارك إلى جانب جيوش الدولة العثمانية في حرب القرم بأمر من عباس باشا الأول. وكان قوام ذلك الأسطول 12 سفينة حربية، مزودة بـ 642 مدفعًا، و6850 جنديًا بحريًا.

## وفاته
توفي حسن باشا سنة 1854، وسمي باسمه أحد شوارع الإسكندرية.